# Polom (stacja kolejowa)
Polom – stacja kolejowa w Polomie, w kraju ołomunieckim, w Czechach. Znajduje się na wysokości 280 m n.p.m. i leży na linii kolejowej nr 270.